# 俞飛鵬
俞飛鵬（1884年12月29日—1966年12月19日），浙江奉化人。中華民國軍事將領，中華民國陸軍二級上將，是蔣中正的同乡和嫡系亲信，后勤总管。

## 早年經歷
俞飞鹏出生于浙江奉化，家庭贫寒，1906年考入宁波府师范学堂，1908年毕业回奉化担任小学体育教师。

## 大陆时期經歷
1911年辛亥革命爆发，俞飞鹏赶往上海，加入上海学生军。蒋介石担任沪军第五团团长后，即任命俞为该团军需官。
1913年，经蒋力荐，俞被保送入北京军需学校，系统地学习了军事运输和后勤知识。
1924年蒋被孙中山任命为黄埔军校筹备委员会委员长，他任命俞为筹备委员兼军需部临时主任。蒋当上黄埔军校校长后，即任命俞为军需部副主任。
1926年11月20日，俞父親俞德桂病故原籍，俞電蔣介石請假奔喪，蔣在南昌覆電：「南昌俞總監鑒：呈悉，驚聞有失怙之戚，不勝愴悼。惟軍事方殷，該總監轉餉輸粟，責任殊鉅，古有墨縗從軍之禮，況在革命尚未成功之日，所望勉抑哀思，在軍成服，所請辭職，礙難照准。中正。」
1928年，被任命为国民革命军兵站总监，同年调任行政院军政部军需署署长。
1930年，任國民政府交通部次长直至部长，其任职期间，建成9省长途电话网。开通中英、中美国际长途无线电话，开通上海、广州、汉口之间无线电话。1937年3月3日，中國國民黨中政會決議，顧孟餘辭去交通部長，俞飛鵬任交通部長:5377。
1938年，兼任国民政府军事委员会后勤部部长。1941年兼任中缅运输总局局长，在仰光沦陷前将当地物资抢运回国。在擔任軍委會後勤部部長期間，俞飛鵬工作能力遭美軍質疑，認為他利用主政國民革命軍後勤系統的機會走私牟利，甚至延誤軍機。1945年2月後方勤務總司令部成立，由陳誠擔任總司令官，取代軍委會後勤部功能。俞飛鵬被離職後，回任中華民國交通部部長。
1947年，被授予陆军二级上将军衔。1947年7月19日，國民政府特任俞飛鵬為行政院政務委員兼糧食部部長:8386。1947年7月30日，糧食部長俞飛鵬在糧政會議上稱：中國現已經由美國轉請聯合國糧食委員會撥付糧食萬噸，藉以救濟上海、南京、北平、天津、廣州、廈門、青島及福州等17城市:8391。

## 晚年經歷
1949年俞飛鵬到台湾后，辞去一切军政职务，只担任中華民國總統府國策顧問。其间先后担任招商局（今陽明海運）董事长、中華民國中央銀行副总裁等。1966年因肺炎壽終於台北榮民總醫院，年八十二歲。12月22日蔣介石贈輓聯「愴懷勳碩」，12月24日公祭。

## 身後
據說1943年10月俞飛鵬獲頒的青天白日勳章遭其後人變賣，1998年由桃園縣陳姓收藏家以新台幣800萬元向其他收藏家購得。2011年8月8日，國防部軍事發言人羅紹和說，「勳章是國家核予的勳賞」，國防部不會追回勳章。